# T・S・エリオット
T・S・エリオット（トーマス・スターンズ・エリオット　英: Thomas Stearns Eliot、1888年9月26日 - 1965年1月4日）は、アメリカ合衆国出身のイギリスの詩人・文芸批評家。
5部からなる長詩『荒地』や詩劇『寺院の殺人』によって20世紀前半の英語圏で最も重要な詩人の１人と評されるほか、創作における歴史的伝統の意味を論じた「伝統と個人の才能」などの評論で批評家・保守派文人として欧米の文壇・言論に巨大な影響を残した。1948年、ノーベル文学賞受賞。反ユダヤ主義者で知られた。

## 生涯
1888年、アメリカのミズーリ州セントルイスで富裕な実業家の家に第7子として生まれる。エリオット家は17世紀にイギリスのサマセット州から移住してきた家系で、祖父が牧師として赴任してきて以来、教会の建設や大学創設への貢献によってセントルイスの名家として知られていた。父母とも詩才があり、恵まれた文学的環境で成長する。
1898年にスミス学院に入学。1904年、セントルイス万国博覧会を探訪中、フィリピン会場のイゴロット村に魅せられる。翌年執筆した短編「昔は王様だった男」はその探訪成果である。

### モダニズムへの傾倒
1906年にハーバード大学に入学。フランス文学と古代・近代哲学、比較文学などを学ぶが、やがてアーサー・シモンズ『文学における象徴派の運動』などに触れてモダニズム運動への傾倒を深めてゆく。1909年には大学院へ進学、ジョージ・サンタヤーナとアーヴィング・バビット(Irving Babbitt)から指導を受け、とくに近代の進歩に懐疑的立場をとるバビットに共鳴したとされている。同時期に学内の同人誌に詩を寄稿し始める。
1910年にパリへ留学。当時のパリでは新しい文学・思想運動が相次いで勃興していたが、とりわけコレージュ・ド・フランスで聴講したベルクソンの講義や、シャルル・モーラスの反古典主義に強い影響を受けた。このころ書かれたのが初期の代表作「プルーフロックの恋歌」で、ベルクソンの「純粋持続」の観念に大きく影響されている。
1911年末にハーバード大学へ戻り、サンスクリットと古代インド哲学の研究に没頭する。1914年にはまずベルリン、ついでイギリスに渡った。イギリスではオックスフォード大学に滞在して観念論哲学者フランシス・ハーバート・ブラッドリーに関する論文を執筆し、これは２年後にハーバード大学へ博士号請求論文として提出されたが、結局学位は取得しないままとなった。

### イギリスへ・父との断絶
1915年には先輩詩人エズラ・パウンドの誘いに応じてイギリスへ拠点を移し、オックスフォードで知り合ったヴィヴィアン・ヘイ＝ウッドと結婚した。
しかし父親はヴィヴィアンとの結婚に強く反対し、またアメリカを離れ、一族の信仰だったユニテリアン派を捨て聖公会に転向したエリオットに対して遺産の相続を拒否。そしてエリオットが死んだ場合にもヴィヴィアンへは財産が遺贈されないよう取り決められた。そのため、富裕な一族の息子として欧州とアメリカを自由に行き来しながら詩作と学業を続けていたエリオットは、一転して経済的な苦境にさらされるようになった。さらに妻が神経症をわずらったため多額の治療費が必要となり、一般向け公開講座の講師や雑誌への寄稿などで家計をささえる生活がつづいた。
1917年にロイズ銀行の渉外部門に職を得てからは生活が安定しはじめ、本格的な文学活動を開始する。パウンドが主宰者の1人だった文芸誌の編集に加わったほか、パウンドの助力を得て1917年に第1詩集『プルーフロックとその他の観察』(Prufrock and Other Observations) を刊行している。
1919年にヴァージニア・ウルフらが経営する出版社から刊行された『詩集 - 1919年』(Poems 1919)、また翌1920年に主要な初期作品をおさめて出版された詩集『われ汝に請う』(Ara Vos Prec, アメリカ版題名『詩集』Poems )は大きな成功を収め、英米両国において、エリオットは英語圏における重要詩人としての名声を獲得することになった。
1920年にはまた評論集『聖なる森』(The Sacred Wood) を刊行。ここにおさめられた「伝統と個人の才能」(Tradition and the Individual Talent) や「ハムレットとその問題」(Hamlet and His Problems)は、アメリカの文壇にとどまらず、ケンブリッジ大学で学問としての英文学の精密化をもくろんでいたI・A・リチャーズ、その学生Ｆ・Ｒ・リーヴィスなど、アカデミズムでも幅広い範囲で大きな衝撃を持って受け止められ、ここから新批評が始動してゆく。

### 長詩「荒地」
1922年、編集委員に加わって季刊誌『クライテリオン』を創刊、この創刊号に掲載されたのが長詩「荒地（あれち）」(The Waste Land) である。
この詩は1920年頃から書き継がれていた作品で、21年にスイスのローザンヌで病気療養中に完成、翌22年にパリでエズラ・パウンドに批評をもとめたうえで完成させている。同年アメリカとイギリスで単行本として出版されると、まったく新しい詩の登場として英米の文学界でただちに大きなセンセーションを巻き起こした。
『タイムズ文芸付録』は世界の混乱と美を同時にえがく感動的な作品と激賞したが、一方で詩としての体をなしていないとする批判も多かった。しかしそこに盛り込まれた都市のイメージ、ジャズのリズムを反響させた詩句は、第一次世界大戦後の新しい感受性のあらわれとして学生や詩人の間で熱狂的に読まれることとなった。
妻の病気と銀行の仕事に追われながらの文学活動は苦しいものであったが、1925年には代表作のひとつ「うつろな人々」(The Hollow Men) を発表し、ますます文名は高まった。同年エリオットは銀行を退職、編集者として後のフェイバー・アンド・フェイバー社(Faber and Faber)で働き始める。

### 宗教詩への関心

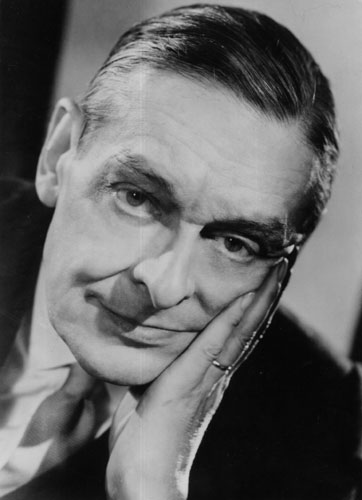
1950年頃のエリオット。

1927年、イギリス国教会で洗礼を受け、またイギリスの市民権を取得する。翌28年の『ランスロット・アンドルーズのために』(For Lancelot Andrewes) の序文で，彼は「文学においては古典主義、政治では王党派、宗教はアングロ・カトリック」と自分の立場を宣言している。母の死後に発表された1930年の『灰の水曜日』(Ash-Wednesday) は、ダンテ『神曲』のベアトリーチェを思わせる聖女が煉獄の階段をのぼるという宗教詩の気配をつよくまとうものになった。
このころからエリオットの名声はさらに高まり、1932年にはハーバード大学教授に招聘され、17年ぶりにアメリカへ渡った。アメリカ滞在中にはプリンストンやイェールなど多くの名門大学で講演を行い、それをまとめた『詩の効用と批評の効用』(The Use of Poetry and the Use of Criticism) で表明された詩劇への関心が、のちに殉教者トマス・ベケットをあつかった詩劇『大聖堂の殺人』(Murder in the Cathedral) などに結実してゆく。またアメリカ滞在中に、妻ヴィヴィアンと別居するようになった。
イギリス帰国後の文学活動はさらに幅を広げ、野外演劇フェスティバルへの参加、ケンブリッジ大学での講義など多忙をきわめた。このころ書かれた猫の詩「ポッサムおじさんの猫とつき合う法」(Old Possum's Book of Practical Cats) はエドワード・リアへの関心から書かれたナンセンス詩で、エリオット没後にミュージカル『キャッツ』に翻案されて人気を博することになる。
戦争中に書かれた作品の代表的なものは『四つの四重奏』(Four Quartets)で、これは危機を迎えた社会における古い伝統や歴史の重要さに目を向け、文明が再生する希望を語っているなどと評された。

### 名声の高まり
戦争が終わっても英語圏の論壇でつねに注目される批評家としての活動はつづき、『キリスト教社会の理念』や『文化の定義のための覚書』などを相次いで刊行する。このころ妻ヴィヴィアンとの距離は決定的なものとなり、ロンドンで友人のジョン・ヘイウォード(John Davy Hayward)との共同生活をはじめた。1947年には、1933年に離婚していた元妻ヴィヴィアンが入院先の病院にて急死、さらに兄も死亡した衝撃で一時詩作は停滞したが、同じ年にハーバード大学から名誉学位授与、翌1948年には英国王ジョージ6世からメリット勲位、さらにノーベル文学賞を授与されている。
以後は世界的知識人・文人としてヨーロッパとアメリカを往復し各国で講演・講義を行いながら、数多くの評論・詩劇を発表しつづける。私生活では、エリオットの秘書をつとめていたヴァレリー・フレッチャーと1957年に結婚。1965年に76歳で亡くなるまで出版社の重役でもあった。私信などの文書類を2020年まで一切公開しないように妻ヴァレリーに遺言を残した。亡骸は遠い祖先の村だったサマセット州イースト・コーカーの聖マイケル教会に葬られている。
1984年には、マイケル・ヘイスティングズによるエリオットとヴィヴィアンの生活を描いた戯曲「トム＆ヴィヴ」が書かれて公演され、1994年には邦題『愛しすぎて/詩人の妻』として映画化されている。

## 主な作品
有名な「四月は残酷きわまる月（April is the cruellest month）」で始まる長編詩『荒地』で第一次世界大戦後の不安を描きだした。また、評論『伝統と個人の才能』によって、保守主義の思想家としても知られている。この中で、エリオットは「詩人とは表現するべき個性を持たず、特定の表現手段を持つ人で、それは個性ではなく手段であり、その中で印象や経験が特殊な予期せぬ状態で結合する」と述べている。
荒地
1921年に初稿を執筆。エズラ・パウンドの助言により、エピグラフ（コンラッド『闇の奥』の引用）の変更や、エピソードの削除等を行った。
1922年に433行の長詩として文芸誌に発表した。フレイザー『金枝篇』の聖杯伝説を骨格として、聖書、ダンテ、シェイクスピアなどの引用をちりばめ、意識の流れの手法も用いて、第一次世界大戦後の荒廃した世界と救済への予兆を描きだした。末尾にはサンスクリット語も使用され、インド思想の影響も指摘されている。
四つの四重奏
1935年から1942年発表の「バーント・ノートン」など４編を1つにまとめたもの（1943年）。『荒地』のような緊張感は低く、初期作品と比べると宗教的な主題がより鮮明となる。
大聖堂の殺人（寺院の殺人）
1935年に発表された詩劇。殉教者トマス・ア・ベケットを主人公とする。無韻詩で書かれている。『寺院の殺人』（1935年）の第2幕に登場する「誘惑者」と主人公トマスの対話は、シャーロック・ホームズの「マスグレーヴ家の儀式」を真似たものである。
カクテル・パーティ
1949年発表の詩劇。エウリピデスの「アルケスティス」に想を得て、弁護士エドワード・チェンバレンとその妻、映画脚本作家ピーター・キルプ、女性詩人シーリア・コプルストーンの4人の恋愛関係を精神科医のヘンリー・ハーコート・レイリー卿が解決する。現代社会を喜劇的に描いたものである。
“キャッツ”
1939年、児童向けの、様々な個性的な猫たちについての15篇の詩から成る 『キャッツ - ポッサムおじさんの猫とつき合う法』を発表した。ポッサムおじさんは、エズラ・パウンドがエリオットにつけたあだ名である。エリオット没後、ウエスト・エンドとブロードウェイにおいて1981年に初演されたアンドリュー・ロイド・ウェバーのミュージカル『キャッツ』の原作となった。

## 日本との関わり
『荒地』の衝撃は世界各国とほぼ同時期に日本へも伝わり、1925年にはイギリス留学から帰国した西脇順三郎が慶應義塾大学でエリオットを講じているほか、春山行夫らが雑誌でモダニズム文学を紹介しているが、本格的な受容は戦後になってからである。1935年には哲学者の西田幾多郎が「傳統主義に就て」という講演において、エリオットの伝統論を自身の哲学と結びつけて論じている。
1952年に西脇が『荒地』全訳を刊行、深瀬基寛や吉田健一も相次いで独自訳を発表した。第二次大戦後に活動を開始した田村隆一や鮎川信夫・加島祥造・北村太郎・中桐雅夫などの詩人には「荒地派」の名前が冠せられた。批評面では山本健吉がエリオットの伝統概念を日本の古典文学に応用した『古典と現代文学』を1955年に発表しているほか、また福田恆存は『一族再会』『カクテル・パーティー』などの詩劇に強い影響を受けてラジオドラマ『崖のうえ』などで詩と劇の融合をこころみている。

## 主な作品一覧

### 詩集
- 『プルーフロックとその他の観察』Prufrock and Other Observations (1917)
  - 「J・アルフレッド・プルーフロックの恋歌」The Love Song of J. Alfred Prufrock
  - 「ある婦人の肖像」Portrait of a Lady
- 『詩集1920』Poems 1920 (1920)
  - 「ゲロンチョン」Gerontion
  - 「霊魂不滅の囁き」Whispers of Immortality
- 『荒地』The Waste Land (1922)
- 『うつろな人々（英語版）』The Hollow Men　(1925)
- 『灰の水曜日』Ash-Wednesday（1930）
- 『キャッツ - ポッサムおじさんの猫とつき合う法 』Old Possum's Book of Practical Cats (1939)
- 『四つの四重奏曲（英語版）』Four Quartets（1943）
  - 「バーント・ノートン」Burnt Norton (1936)
  - 「イースト・コーカー」East Coker（1940）
  - 「ドライ・サルヴェイジズ」The Dry Salvages (1941)
  - 「リトル・ギディング」Little Gidding (1942)

### 詩劇
- 『闘技士スウィーニー』Sweeney Agonistes: Fragments of an Aristophanic Melodrama（1932）
- 『大聖堂の殺人（寺院の殺人）』Murder in the Cathedral （1935）
- 『一族再会』The Family Reunion（1939）
- 『カクテル・パーティ』The Cocktail Party （1950）
- 『秘書』The Confidential Clerk （1953）
- 『元老政治家（老政治家）』The Elder Statesman （1959）

### 評論・講演
- 『聖なる森』The Sacred Wood (1920)
  - 「伝統と個人の才能」Tradition and the Individual Talent
  - 「ハムレットとその問題」Hamlet and His Problems
- 「形而上詩人論」The Metaphysical Poets (1921)
- 「四人のエリザベス朝劇作家」Four Elizabethan Dramatists（1924）
- 『詩の効用と批評の効用』The Use of Poetry and the Use of Criticism
- 『異神を追いて』After Strange Gods（1934）
- 『キリスト教社会の理念』The Idea of a Christian Society（1939）
- 『文化の定義のための覚え書』Notes towards the Definition of Culture（1948）
- 『詩と劇』Poetry and Drama (1951)
- 『詩における三つの声』The Three Voices of Poetry (1953)
- 『批評家を批評する』To Criticize the Critic (1965)

## そのほか
- 映画『地獄の黙示録』では、ベトナム戦争従軍中に精神に異常をきたしたカーツ大佐が、エリオットの「うつろな人々」を朗読するシーンが象徴的に用いられる。
- 核戦争を逃れた原子力潜水艦乗組員の絶望を描く小説 『渚にて (小説) 』は、題名をやはり「うつろな人々」の詩句から取っている[23][24]。

## 作品・伝記

### 著作集・評論集（抜粋）
- 『エリオット全集』（中央公論社、全5巻）、実質は自選集
- 『エリオット選集』（彌生書房、全4巻・別巻1）、評論と詩集、別巻は作家・作品論。各再版あり
- 『文学と文学批評』（工藤好美訳、南雲堂、1976年）
- 『T・S・エリオット文学批評選集　形而上詩人達からドライデンまで』 村田俊一訳、松柏社、1992年
- 『T・S・エリオット演劇批評選集』 村田俊一訳、松柏社、1995年。未刊の演劇論集
- 『クラーク講演』 ロナルド・シュハード編注／村田俊一訳、松柏社、2001年。未刊の講演録、ISBN 4881989995
- 『エリオット評論選集』 臼井善隆編訳、早稲田大学出版部、2001年。教育・宗教論集
- 『教育の目的とは何か』 臼井善隆譯、早稲田大学出版部、2011年。旧字・旧カナ表記
- 『文化の定義のための覚書』 照屋佳男・池田雅之監訳、中公クラシックス、2013年
- 『三月兎の調べ　詩篇1909－1917』 クリストファー・リックス編、村田辰夫訳（国文社、2002年）、ISBN 4772004998

#### 荒地
- 『荒地』西脇順三郎訳、創元社、1952年。
  - 『荒地』（復刊）西脇順三郎訳、土曜社、2021年。ISBN　978-4-907511-91-3
- 『荒地』 岩崎宗治訳、岩波文庫、2010年
- 『荒地　文化の定義のための覚書』 深瀬基寛訳、中公文庫、2018年

#### 四つの四重奏
- 鍵谷幸信訳 紫星堂 1955年
- 二宮尊道訳 『エリオット全集1 詩集』中央公論社
- 池谷敏忠訳 宇宙時代社出版部 1968年
- 西脇順三郎訳。新版は『コレクションⅢ 翻訳詩集』（慶應義塾大学出版会）に収録
- 岩崎宗治訳 国文社 2009年 → 岩波文庫、2011年

#### 大聖堂の殺人（寺院の殺人）
- 福田恆存訳（1954年、新潮社）、のち『エリオット全集2　詩劇』
- 高橋康也訳（1971年、白水社 → 2001年、リキエスタの会）

#### カクテル・パーティー
- 福田恆存訳（小山書店 1951年、のち新潮社、『全集』）→ 併せて『福田恆存翻訳全集 第8巻』（文藝春秋）に収録

#### “キャッツ”
- 『袋鼠親爺の手練猫名簿』 柳瀬尚紀訳（評論社、2009年）、「キャッツ」のイラスト入り訳書。他はリンク先参照。
- 『おとぼけおじさんの猫行状記』 二宮尊道訳、中央公論社「エリオット全集（1）」、1960年、改訂版1971年。
- 『キャッツ - ポッサムおじさんの猫とつき合う法 』池田雅之訳、ちくま文庫 1995年。
- 『キャッツ ポッサムおじさんの実用猫百科』小山太一訳、河出書房新社 2015年。

### 伝記
- 『エリオット伝』 スティーヴン・スペンダー、和田旦訳、みすず書房、1979年
- 『T・S・エリオット』 ノースロップ・フライ、遠藤光訳、清水弘文堂書房、1981年
- 『T・S・エリオット』 ピーター・アクロイド、武谷紀久雄訳、みすず書房、1988年
- 『T・S・エリオット 人と思想』 徳永暢三、清水書院、1992年、新装版2014年。新書版の入門書

## 関連文献（抜粋）
- 小川聖子『二十世紀の洗礼者T.S.エリオット：詩と思想の創造的分析の試み』溪水社、1999年、ISBN 4874405428
- 川野美智子『T.S.エリオット研究：午後の遠景』大阪教育図書、2004年、ISBN 4271117080
- 高柳俊一・佐藤亨・野谷啓二・山口均・編『モダンにしてアンチモダン：T.S.エリオットの肖像』研究社、2010年、ISBN 978-4-327-47223-8
- 高柳俊一『T.S.エリオットの思想形成』南窓社、2002年、ISBN 4816500138
- 丹波菊井『T.S.エリオットの詩と文学：わが始めにわが終りあり、わが終りにわが始めあり』近代文芸社、2002年、ISBN 4773368241
- 西部邁「個性の滅却：トーマス・エリオット」（『思想の英雄たち 保守の源流をたずねて』 198-212頁に所収）、角川春樹事務所〈ハルキ文庫〉、2012年、ISBN 978-4-7584-3629-8
- 成田興史「T. S. エリオットとトランスパシフィック・イマジネーション：若き日の詩人をめぐる仮説設定を主軸に」（成田興史編『英米文学・英米文化試論：太平洋横断アメリカン・スタディーズの視座から』に所収）、晃学出版、2007年、ISBN 978-4-903742-02-1
- 佐伯惠子『T.S.エリオット詩劇と共同体再生への道筋』、英宝社、2011年、ISBN 4269721162
- クレイグ・レイン『T.S.エリオット：イメージ、テキスト、コンテキスト』山形和美訳、彩流社、2008年、ISBN 9784779113550
- 船木満洲夫『形而上詩人とT.S.エリオット』宝文館出版、1999年、ISBN 483201501X
- 村田俊一『T.S.エリオットのヴィア・メディア－改宗の詩学－』弘前大学出版会、2005年、ISBN 4902774038
- 村田辰夫『T.S.エリオットと印度・仏教思想』国文社、1998年、ISBN 4772004556
- 山田祥一『T.S.エリオット論考』鳳書房、2007年、ISBN 4902455064
- 池田雅之『猫たちの舞踏会 エリオットとミュージカル「キャッツ」』角川書店 2009年